# 天目朴树
天目朴树（学名：Celtis chekiangensis）为榆科朴属的植物，为中国的特有植物。分布在中国大陆的浙江等地，生长于海拔700米至1,500米的地区，多生在林中岩石上，目前尚未由人工引种栽培。